# La grande forza
La grande forza (The Big Punch) è un film muto del 1921 diretto da John Ford. Prodotto e distribuito dalla Fox Film Corporation, aveva come interpreti Buck Jones, Barbara Bedford, George Siegmann, Jack Curtis.

## Trama
Buck, un giovane seminarista, viene condannato a due anni di carcere per avere cercato di aiutare suo fratello Jed che, ubriaco insieme a due complici, tentava di sfuggire alla giustizia. Durante la reclusione, Buck conosce Hope Standish, una ragazza dell'Esercito della Salvezza che deve guardarsi dalle non gradite attenzioni che le riserva Flash McGraw, il proprietario di una sala da gioco. Scontata la condanna, Buck lascia il carcere e incontra un anziano pastore che cura le sue "pecorelle" andando in giro sul suo cavallo di chiesa in chiesa. Sentendo che ormai non gli resta molto da vivere, l'uomo lascia in eredità al più giovane il proprio ministero e il suo "circuito" di fedeli ben consolidato. Quando Jed e i suoi amici escono di prigione, Buck si mette d'impegno a redimerli, rimettendoli sulla retta via. Un giorno, mentre si trova a predicare nella sua città natale, deve difendere Hope dal lussurioso McGraw. Il pastore, dopo essere riuscito a dimostrare il coinvolgimento del losco individuo in un omicidio, si dichiarerà a Hope.

## Produzione
Le riprese del film, prodotto dalla Fox Film Corporation con il titolo di lavorazione Fighting Back, durarono da inizio novembre a inizio dicembre 1920.

## Distribuzione
Il copyright del film, richiesto dalla Fox, fu registrato il 30 gennaio 1921 con il numero LP16427.
Distribuito dalla Fox Film Corporation, il film uscì nelle sale in gennaio, e venne presentato all'Hippodrome Theatre di Los Angeles circa il 5 febbraio 1921.

### Accoglienza
Le recensioni furono contrastanti: sebbene Moving Picture World del 19 febbraio e Variety del 25 marzo applaudissero la star dei cowboy Buck Jones nel ruolo insolito di un predicatore itinerante, il Wid's Daily del 13 febbraio 1921 e il Motion Picture News del 19 febbraio 1921 trovarono il film piuttosto noioso.

### Conservazione
Non si conoscono copie ancora esistenti della pellicola che viene considerata presumibilmente perduta.